# Dagherrotipi
Dagherrotipi è un saggio di Karen Blixen del 1951, inserito in diverse raccolte postume.

## Storia
I Daguerreotypier furono degli interventi radiofonici di Karen Blixen che andarono in onda su Danmarks Radio il 1º e il 7 gennaio 1951. Furono trasposti e dati alle stampe qualche mese dopo l'emissione, mentre nel 1977 ne fu pubblicato anche il disco grammofonico.

## Trama
Nei suoi dagherrotipi l'autrice espone, quasi fossero fotografie del passato, le caratteristiche delle generazioni passate con il loro modo di vivere, concepire e interpretare la vita. Il primo dagherrotipo fissa l'immagine delle donne del passato suddividendole in tre distinte categorie – l'angelo custode, la casalinga e la baiadera – in rapporto al loro ruolo in funzione di un uomo; a queste ve ne affianca un'ulteriore, quella della strega, considerata di per sé in quanto trascende la relazione con l'uomo, sussistendo indipendentemente e con "un proprio centro di gravità".
Il secondo dagherrotipo introduce la signorina Sejlstrup, governante in una tenuta dello Jutland. Essa discorre di varie tematiche, fra cui l'uguaglianza sociale, la condizione e l'emancipazione femminile, oltre ad altri aspetti, quali il benessere fisico, i comfort e il prestigio – coi soggiacenti valori, concreto e simbolico – analizzati nella loro mutevolezza e raffrontati fra le labili società umane nel tempo.

## Edizioni
- (DA) Karen Blixen, Daguerreotypier, autoedizione, København, Gyldendal, 1951.
- (DA) Karen Blixen, Daguerreotypier, in Essays, 1ª ed., København, Gyldendal, 1965, OCLC 872180870, SBN BVE0193797.
- (DA) Karen Blixen, Daguerreotypier, in Mit Livs Mottoer og andre Essays, 2ª ed., København, Gyldendal, 1978, OCLC 463648984.
- (DA) Karen Blixen, Daguerreotypier, in Samlede essays, 3ª ed., København, Gyldendal, 1985, OCLC 1074347260, SBN URB0018046.
- (EN) Isak Dinesen, Daguerreotypes and Other Essays, traduzione di P. M. Mitchell e W. D. Paden, 1ª ed., Chicago, University of Chicago Press, 1979, OCLC 611618057, SBN PAR1197293.
- (EN) Isak Dinesen, Daguerreotypes and Other Essays, traduzione di P. M. Mitchell e W. D. Paden, 1ª ed., London, William Heinemann, 1979, OCLC 472822058.
- Karen Blixen, Dagherrotipi, traduzione di Bruno Berni, 1ª ed., Milano, Adelphi, 1995, OCLC 635751344, SBN RAV0254014.